# Melanchra rukavaarae
Melanchra rukavaarae là một loài bướm đêm trong họ Noctuidae.